# Phillip Carmichael
Phillip Peter „Phil“ Carmichael (* 25. Januar 1884 im Brisbaner Vorort Sandgate, Queensland; † September 1973) war ein australischer Rugby-Union-Spieler, der mit der Rugby-Union-Auswahl seiner Heimat, den Wallabies, 1908 Olympiasieger wurde. Carmichael war ein sehr erfolgreicher Goal-Kicker und auf der Three-quarter Line, meist als Schlussmann, aber auch als Außendreiviertel, zu Hause.

## Biografie
Carmichael begann mit dem Rugby an seiner Schule, der St Joseph’s Gregory Terrace, in Brisbane, von insgesamt 28 Spielen führte er die Mannschaft fünfmal als Captain. Nach seinem Abschluss spielte er nacheinander Clubrugby für South Brisbane, North Brisbane und Christian Brothers’ Football Club. Zum Brothers’ FC wechselte er 1906, als diese erstmals am Spielbetrieb der obersten Rugby-Union-Spielklasse von Queensland teilnahmen; bereits im zweiten Jahr führte er sie als Kapitän zu ihrer ersten Staatsmeisterschaft von Queensland.
1903 spielte er sein erstes Spiel von insgesamt 28 bis 1909 für die Staatsauswahl von Queensland, gegen das durch Australien tourende Auswahlteam British Lions und wurde wegen seiner Leistung in das australische Team für das Länderspiel gegen England 1904 in Brisbane berufen. Nach einem weiteren Test 1907 gegen die All Blacks wurde er 1908 in den Kader der ersten australischen Tour nach Europa und Nordamerika berufen. Bei der Tour spielte er bei beiden Tests – gegen England und Wales. Auch beim einzigen Spiel des Rugby-Turniers bei den Olympischen Sommerspielen 1908 kam Carmichael zum Einsatz und wurde so Olympiasieger.
Phil Carmichael spielte bereits in seiner Schulzeit und auch später in den Vereinen gemeinsam mit seinen jüngeren Brüdern Joe und Vincent in der Hintermannschaft; beide gehörten zudem der Auswahl von Queensland an: Joe von 1906 bis 1910 (18 Spiele) und Vincent von 1910 bis 1913.